# Хоган, Лоуренс
Лоуренс Джозеф Хоган (англ. Lawrence Joseph Hogan; 20 сентября 1928, Бостон, Массачусетс, США — 20 апреля 2017, Аннаполис, Мэриленд, США) — американский государственный деятель, член Палаты представителей Конгресса США от штата Мэриленд (1969—1975).

## Биография
Ранние годы провел в Вашингтоне, где учился в средней школе колледжа Гонзага. В 1949 году сот степенью бакалавра окончил Джорджтаунский университет, в 1954 г. там же ему была присвоена докторская степень. В том же году он был принят в коллегию адвокатов. Во время учебы в колледже работал в Washington Times-Herald.
В 1948 г. поступил на службу в ФБР и стал штатным агентом во время учебы на юридическом факультете. В 1957 г. окончил аспирантуру Государственного колледжа Сан-Франциско, в 1965 г. получил степень магистра в Американском университете в Вашингтоне, в 1967 г. повышал квалификацию в Мэрилендском университете в Колледж-Парке.
Его профессиональная карьера включала юридическую практику и работу с общественностью. Его бизнес в Larry Hogan Associates приносил 1 миллион долларов в год, прежде чем он продал его, чтобы заняться политикой.
В 1968 году он победил действующего конгрессмена Херви Мэчена и стал депутатом-республиканцем от 5-го избирательного округа Мэриленда. Был единственным республиканцем в Судебном комитете Палаты представителей, проголосовавшим за все три статьи об импичменте Ричарду Никсону, когда они были приняты комитетом.
В 1974 г. выдвигал кандидатуру для участия в выборах губернатора гонке Мэриленда, однако отказ от поддержки Никсона не позволил ему выиграть внутрипартийные праймериз, а затем потерял место в Конгрессе.
После поражения на парламентских выборах совместно с женой Илоной открыл юридическую фирму Hogan and Hogan с офисами в Форествилле, штат Мэриленд, и в Вашингтоне. В 1976 г. был избран членом Национального республиканского комитета штата Мэриленд, а в январе 1977 г. начал работать исполнительным вице-президентом торговой ассоциации Associated Builders and Contractors. Когда он оставил должность, чтобы вернуться в политику, ему платили от 70 000 до 100 000 долларов в год.
В 1978 г. бросил вызов действующему руководителю округа Принс-Джорджес на фоне «налогового восстания» и получил этот пост, набрав 60 % голосов. В том же году избиратели округа приняли меру налоговой реформы, известную как «TRIM». В 1982 г. безуспешно баллотировался в американский Сенат. В том же году завершил свою политическую карьеру.
В последующие годы вернулся к юридической практике. Он также преподавал и являлся автором ряда научных монографий. Его работа «Правовые аспекты пожарной службы» вошла в программы учебных заведений по всей стране.
Двое из его шести детей также выбрали политическую карьеру. Патрик Н. Хоган был депутатом-республиканцем Палаты делегатов штата Мэриленд, а его старший сын, Ларри Хоган в 2015 г. был избран губернатором Мэриленда.